# Evania sinicola
Evania sinicola är en stekelart som beskrevs av Jean-Jacques Kieffer 1924. Evania sinicola ingår i släktet Evania och familjen hungersteklar. Inga underarter finns listade i Catalogue of Life.